# Apollonio di Sardi
Apollonio (Sardi, ... – IV secolo) fu un martire cristiano del IV secolo, venerato come santo dalla Chiesa cattolica.

## Agiografia
Apollonio era nativo di Sardi, in Lidia. Rifiutò di giurare fedeltà all'imperatore e perciò venne crocifisso sotto il prefetto Perino a Iconio in Licaonia. Nelle iconografie, sant'Apollonio è raffigurato mentre viene flagellato o crocifisso; a volte è rappresentato come un diacono su una pira funeraria.